# Edna Staebler
Edna Staebler (* 15. Januar 1906 in Berlin, Ontario; † 12. September 2006 in Waterloo, Ontario) war eine kanadische Schriftstellerin, die vor allem durch ihre regionalen Kochbücher bekannt wurde.
Staebler wuchs an ihrem Geburtsort auf. Sie erhielt den Bachelor of Arts der University of Toronto und eine Lehrerlaubnis des Ontario College of Education. Sie heiratete im Jahre 1933 und ließ sich 1962 scheiden. Sie schrieb zahlreiche Artikel für Zeitschriften und Magazine, wie Maclean’s, Chatelaine, Saturday Night, Reader’s Digest, Star Weekly.
Ihre Serie von Kochbüchern Food That Really Schmecks, basierend auf der lokalen Küche, machte sie bekannt.
Im Jahre 1991 erhielt sie den Preis für Creative Non-fiction, der jährlich von der Wilfrid Laurier University vergeben wird. 1996 erhielt sie den Order of Canada.
Staebler starb an einem Schlaganfall im Alter von 100 Jahren.

## Schriften
- Food That Really Schmecks. Waterloo (Ontario) 2007, ISBN 978-0-88920-521-5 Auszüge online